# مگزازولام
مگزازولام (انگلیسی: Mexazolam) (با نام های تجاری Melex و Sedoxil) دارویی است که از مشتقات بنزودیازپین است. Mexazolam این دارو برای رفع اضطراب آزمایش شده است و در یک هفته پیگیری در کاهش اضطراب موثر است. مکازولام از طریق مسیر CYP3A4 متابولیزه می شود. مهارکننده‌های HMG-CoA ردوکتاز از جمله سیمواستاتین، سیمواستاتین اسید، لوواستاتین، فلوواستاتین، آتورواستاتین و سری‌واستاتین متابولیسم مگزازولام را مهار می‌کنند، اما نه مهارکننده HMG-CoA ردوکتاز مانند پراواستاتین. متابولیت های فعال اصلی آن کلردس متیل دیازپام (همچنین به عنوان کلرونوردیازپام یا دلورازپام، نام تجاری دادومیر نیز شناخته می شود) و کلروگزازپام (همچنین به عنوان لورازپام، نام تجاری آتیوان نیز شناخته می شود) هستند.